# Papiro Prisse
O Papiro Prisse, datando da XII dinastia egípcia do Império Médio, foi obtido pelo orientalista francês Émile Prisse d'Avennes em Tebas, Egito, em 1856 e hoje encontra-se na Biblioteca Nacional da França em Paris.
O documento do papiro contém as duas últimas páginas das Instruções de Kagemni, que supostamente serviu sob o rei Seneferu da IV dinastia, e é uma compilação de máximas e advertências morais sobre a prática da virtude. A conclusão das Instruções de Kagemni é seguida pela única cópia sobrevivente completa das Máximas de Ptahhotep.

## Literatura
- The Instruction addressed to Kagemni in M. Lichtheim, Ancient Egyptian Literature, Volume I, 1973, pp.59ff.
- The Instruction of Ptahhotep in M. Lichtheim, Ancient Egyptian Literature, Volume I, 1973, pp. 61ff.
- "Papyrus Prisse" by  Franz. Joseph Lauth retrieved 10:53 24/9/11
- papyrus "Prisse" JW Bone (1887) retrieved 11:34GMT 24/9/11